# Председатель Верховного суда Подветренных островов
Председатель Верховного суда Подветренных островов возглавлял Верховный суд Подветренных островов.
Британские Подветренные острова были колонией Великобритании, которая существовала между 1833 и 1960 годами. Состояли из Антигуа, Барбуды, Британских Виргинских Островов, Монтсеррата, Сент-Китса, Невиса, Ангильи и Доминики (до 1940 года). До 1871 года, когда был учреждён Верховный суд, на отдельных островах были свои суды.
В 1939 году были учреждены Верховный суд Наветренных и Подветренных островов, а также Апелляционный суд Наветренных и Подветренных островов, которые в 1967 году были заменены Верховным судом восточно-карибских островов, выполняющим обе функции.

## Список председателей Верховного суда

### Антигуа
- 1706 Сэмюэл Уоткинс[2]
- ? −1716 Джон Гэмбл[2]
- 1716 — ок. 1742 Сэмюэл Уоткинс
- ? −1750 Уильям Лавингтон[2]
- 1750 Уильям Близард
- ? −1759 Ричард Уилсон[3]
- 1759—1762 Ральф Пейн
- ок. 1776 Томас Джарвис[2]
- ок. 1792—1814 Роуленд Бертон[2]
- 1814—1822 Джеймс Атилл[4]
- 1823 — ок. 1833 Пол Даксон Хорсфорд
- ок. 1844—1847 Ричард Уэстон Нэнтон[5]
- 1847—1856 Роберт Марш Хорсфорд[6]
- 1856—1863 сэр Уильям Снэгг[7][8] (Антигуа и Монтсеррат) (впоследствии главный судья Британской Гвианы, 1868 год)
- 1863—1864 Ричард Уэстон Мара (исполняющий обязанности)

### Доминика
- 1767—1773 Томас Этвуд (впоследствии главный судья Багамских островов)
- 1773 Джеймс Эшли Холл (умер при исполнении служебных обязанностей)[9]
- 1773—1779 Томас Уилсон[10][11]
- 1789—1805 Джон Матсон[12][13]
- 1806 Джон Берроуз
- 1812 — ок. 1825 Арчибальд Глостер[14]
- 1827—1828 Джон О’Дрисколл
- 1828—1833 Роберт Симпсон Джеймсон
- ок. 1844 Генри Джон Глэнвилл[5]
- 1849-? Генри Айлз Вальдшнеп[15]
- 1856—1861 Алан Кер[16]
- 1861 Шалто Томас Пембертон[6]

### Монтсеррат
- 1804 М. Дайетт[4]
- ок. 1822 — ок. 1825 Томас Хилл[14]
- ок. 1833 Дадли Семпер
- ок. 1842 Джон П. Тротт[17]
- ок. 1844 Самуэль Ли Фрит[5]
- 1844—1847 Джон Шиелл
- 1847—1856 сэр Роберт Марш Хорсфорд[18]
- 1856 Уильям Снэгг[7] (впоследствии главный судья Британской Гвианы, 1868)

### Невис
- 1731—1751 Джон Дасент
- 1754 Джозеф Герберт (умер в 1768 году)
- 1781—1787 Джон Дасент
- 1787 Джон Уорд
- Джордж Уэбб Даниэлл
- 1810 Джеймс Уикс[19]
- ок. 1822—1833 Уильям Лоуренс
- ок. 1844 Джордж Уэбб[5]
- 1854—1856 Алан Кер[16]
- 1856 Астон Деворен

### Сент-Китс
- ок. 1717 Клемент Крук
- ? −1727 Джон Грейтхид[20]
- 1727 — ок. 1730 Иеремия Браун[21]
- ок. 1730 Уильям Пим Берт (умер в 1750 году)[22]
- Иеремия Браун
- 1735 Джеймс Гордон
- ? −1759 Ричард Уилсон
- 1759 Ральф Пейн (умер в 1763 году)[23]
- 1766 Крейстер Грейтхид (умер в 1780 году)
- 1780—1800 Уильям Пейн Джорджес
- 1804 Уильям Вудли[4]
- 1808—1819 Дж. Гарнетт
- 1820—1833 Роберт Уильямс Пиквоуд (Пиквуд) (умер 8 февраля 1834 года)
- ок. 1844 Джозеф Кинг Уоттли старший[5]
- 1849-? Генри Джон Глэнвилл[15]
- ? −1856 Астон Деворен[24] (впоследствии главный судья Невиса)
- 1856 Арчибальд Пол Берт (исполняющий обязанности)
- 1857—1867 Генри Джеймс Росс[25]
- 1873—1874 Роберт Френч Шерифф (исполняющий обязанности)[26]

### Британские Подветренные острова
- 1874—1875 сэр Джулиан Пансефот
- 1875—1877 сэр Уильям Генри Дойл[27]
- 1878—1879 сэр Джордж Кэмпбелл Андерсон[28]
- 1879—1882 сэр Генри Джеймс Берфорд-Хэнкок[29]
- 1881—1883 сэр Джон Танкервиль Голдни (исполняющий обязанности)
- 1883—1886 сэр Джон Горри (впоследствии главный судья Тринидада, 1886 год)
- 1886—1891 сэр Генри Ладлоу
- 1891—1900 сэр Генри Ренфордсли[30]
- 1900—1911 Джон Саймондс Удал
- 1912—1919 сэр Фредерик Маккензи Максвелл[31]
- 1919—1921 сэр Чарльз Джеймс Гриффин[32]
- 1921—1922 сэр Альфред Карни Янг[33]
- 1923—1924 сэр Джордж Кэмпбелл Дин[34]
- 1925—1931 сэр Герберт Сесил Стронж[35]
- 1931—1937 сэр Джеймс Стэнли Рэй[36]
- 1937—1939 сэр Уилфред Вигли[37]

### Наветренные и Подветренные острова
- 1940—1942 Джеймс Генри Джарретт[38]
- 1943—1950 сэр Клемент Мэлоун[37][39]
- 1950—1957 сэр Дональд Эдвард Джексон[40]
- 1958—1963 сэр Сирил Джордж Ксавье Энрикес[41][42][43]
- 1963-? 1967 Фрэнк Э. Филд[44]